# Lista de alcaides de Trancoso
Este anexo é composto uma lista de Alcaides-Mores do Castelo de Trancoso.
1. Gonçalo Vasques Coutinho, 2.º marechal de Portugal, senhor do Couto de Leomil (1360 -?),
2. Álvaro Vaz Cardoso, alcaide-mor de Trancoso (1370 -?),
3. Vasco Pais Cardoso, alcaide-mor de Trancoso (1400 -?)
4. Aires Ferreira, 5.º senhor da Casa de Cavaleiros (1420 -?),
5. Vasco Pais Cardoso (1430 -?),
6. D. Pedro Mascarenhas, 6.º vice-rei da Índia (1470 -?),
7. Álvaro Mendes de Cáceres,
8. Álvaro Vasques Cardoso, alcaide-mor de Trancoso,
9. D. Francisco Mascarenhas, alcaide-mor de Trancoso (1630 -?),
10. António Verissímo Pereira de Lacerda, alcaide-mor de Trancoso (1714 -?),
11. José Maria Francisco Pereira de Lacerda, alcaide-mor de Trancoso (1750 -?),